# Kviddtjärnen (Hällefors socken, Västmanland, 664421-143190)
Kviddtjärnen är en sjö i Hällefors kommun i Västmanland och ingår i Göta älvs huvudavrinningsområde. Sjön är 8,7 meter djup, har en yta på 0,015 kvadratkilometer och är belägen 212 meter över havet.